# Автомобільні шляхи Тернопільської області
Автомобі́льні шляхи́ Тернопільської області — мережа доріг на території Тернопільщини, що об'єднує між собою населені пункти та окремі об'єкти та призначена для руху транспортних засобів, перевезення пасажирів та вантажів.

## Дороги державного значення

### Європейські автомобільні дороги
| Індекс та номер дороги | Маршрут у межах області | Протяжність у межах області, км |
| ---------------------- | ----------------------- | ------------------------------- |
| E50                    |                         |                                 |
| E85                    |                         |                                 |

### Міжнародні автомобільні дороги
| Індекс та номер дороги | Маршрут у межах області                                                   | Протяжність у межах області, км |
| ---------------------- | ------------------------------------------------------------------------- | ------------------------------- |
| М12                    | Стрий - Тернопіль - Кропивницький - Знам'янка (через м. Вінницю)          | 106,4                           |
| М19                    | Доманове (на м. Берестя) - Ковель - Чернівці - Тереблече (на м. Бухарест) | 200,7                           |

### Національні автомобільні дороги
| Індекс та номер дороги | Маршрут у межах області                                               | Протяжність у межах області, км |
| ---------------------- | --------------------------------------------------------------------- | ------------------------------- |
| Н02                    | Львів - Тернопіль                                                     | 39,1                            |
| Н18                    | Кордон Тернопільськой області-Озеряни-Підзамочок-Дружба-М19-Тернопіль |                                 |

### Регіональні автомобільні дороги
| Індекс та номер дороги | Маршрут у межах області                 | Протяжність у межах області, км |
| ---------------------- | --------------------------------------- | ------------------------------- |
| Р26                    | Острог - Кременець - Почаїв - Радивилів | 70,3                            |
| Р39                    | Броди - Тернопіль                       | 40,7                            |
| Р41                    | Обхід м. Тернополя                      | 14,5                            |
| Р43                    | /М-19/ - Ланівці - /Р-32/               | 56,2                            |

### Територіальні автомобільні дороги
| Індекс та номер дороги | Маршрут у межах області             | Протяжність у межах області, км |
| ---------------------- | ----------------------------------- | ------------------------------- |
| Т 2001                 | Бучач - Чортків - Скала-Подільська  | 73,3                            |
| Т 2002                 | Тернопіль - Скалат - Жванець        | 171,8                           |
| Т 2003                 | Галич - Підгайці - Сатанів          | 119,4                           |
| Т 2004                 | Бережани - Підгайці - Монастириська | 47,6                            |
| Т 2005                 |                                     |                                 |
| Т 2006                 | Городище - Зарваниця - Бучач        | 55,9                            |
| Т 2007                 | Бережани - Нараїв - Брюховичі       | 17,9                            |
| Т 2008                 | Шумськ - Великі Дедеркали - /Р-32/  | 16,3                            |
| Т 2009                 | Вишнівець - Ланівці                 | 24,6                            |
| Т 2010                 | Збараж - Підволочиськ               | 40,1                            |
| Т 2011                 | Копичинці - Гусятин                 | 18,8                            |
| Т 2012                 | Ланівці - Лисогірка - Теофіполь     | 9,1                             |
| Т 2013                 | Почаїв - Зборів                     | 57,1                            |
| Т 2015                 | Борщів - Заліщики                   | 36,0                            |
| Т 2016                 | Бучач - Товсте                      | 37,9                            |
| Т 2017                 | Гримайлів - Яблунів                 | 24,0                            |
| Т 2018                 | Зборів - Козова                     | 26,7                            |
| Т 2019                 | /М-19/ (Мишковичі) - Дружба         | 10,8                            |
| Т 2320                 | /М-12/ - Волочиськ - Підволочиськ   | 0,2                             |

Частково територією області проходять територіальні автомобільні дороги інших областей
| Індекс та номер дороги | Маршрут у межах області | Протяжність у межах області, км |
| ---------------------- | ----------------------- | ------------------------------- |
| ?                      |                         |                                 |

## Дороги місцевого значення

### Обласні автомобільні дороги
| Індекс та номер дороги | Маршрут у межах області         | Протяжність у межах області, км |
| ---------------------- | ------------------------------- | ------------------------------- |
| О200101                | Бережани — Розгадів             | 18,9                            |
| О200304                | Бучач — Нижнів                  | 33,6                            |
| О200305                | Бучач — Возилів                 | 27,1                            |
| О200708                | Зборів — Поморяни               | 14,6                            |
| О200709                | Озерна — Городище               | 16,1                            |
| О200810                | Козова — Літятин                | 9,2                             |
| О200911                | Кременець — Дунаїв              | 12,3                            |
| О200912                | Кременець — Козин               | 9,6                             |
| О201113                | Монастириська — Підлісне        | 24,9                            |
| О201114                | Об'їзна м. Монастириська        | 3,2                             |
| О201215                | Підволочиськ — Скалат           | 26,1                            |
| О201417                | Теребовля — Білобожниця         | 40,1                            |
| О201519                | Тернопіль — Козівка — Хоростків | 49,5                            |
| О201620                | Оришківці — Пробіжна            | 9,4                             |
| О201721                | Шумськ — Білокриниця            | 28,9                            |
| О201722                | Великі Дедеркали — Ямпіль       | 3,7                             |

### Районні автомобільні дороги
Станом на 2012 рік на території Тернопільської області було 552 районні автомобільні дороги загальною протяжністю 3186,2 км, у тому числі з твердим покриттям 3167.3.

#### Бережанський район
| № з/п | Індекс дороги | Найменування автомобільних доріг     | Усього доріг (км) | У тому числі з твердим покриттям (км) |
| ----- | ------------- | ------------------------------------ | ----------------- | ------------------------------------- |
| 1.    | С200101       | Жовнівка — Коржова                   | 10.5              | 10.5                                  |
| 2.    | С201302       | Підгайці — Шумляни                   | 8.6               | 8.6                                   |
| 3.    | С200103       | Бережани — Мечищів                   | 9.8               | 9.8                                   |
| 4.    | С200104       | Куряни — Нараїв                      | 10.5              | 10.5                                  |
| 5.    | С200105       | Бережани — Вербів                    | 10.9              | 10.9                                  |
| 6.    | С200106       | (Бережани — Вербів) — Лапшин         | 0.6               | 0.6                                   |
| 7.    | С200107       | Надрічне — Рекшин                    | 10.5              | 10.5                                  |
| 8.    | С200108       | Бережани — Будилів — Плотича         | 10.0              | 10.0                                  |
| 9.    | С200109       | Божиків — Тростянець                 | 6.7               | 6.7                                   |
| 10.   | С200110       | Рибники — Котів                      | 2.6               | 2.6                                   |
| 11.   | С200111       | Бережани — Вільховець — Рибники      | 10.9              | 10.9                                  |
| 12.   | С200112       | (Бережани — Монастириська) — Посухів | 2.2               | 2.2                                   |
| 13.   | С200113       | Шумляни — Слов'ятин                  | 3.0               | 3.0                                   |
| 14.   | С200114       | (Бережани — Розгадів) — Шибалин      | 2.6               | 2.6                                   |
| 15.   | С200115       | (Бережани — Мечищів) — Лісники       | 2.0               | 2.0                                   |
| 16.   | С200116       | Рекшин — Писарівка                   | 3.5               | 3.5                                   |
| 17.   | С200117       | Рекшин — Поточани                    | 2.5               | 2.5                                   |
| 18.   | С200118       | (Бережани — Будилів) — Ясне          | 6.0               | 6.0                                   |
| 19.   | С200119       | Квіткове — Божиків                   | 2.8               | 2.8                                   |
| 20.   | С200120       | (Бережани — Розгадів) — Пліхів       | 2.0               | 2.0                                   |
| 21.   | С200121       | (Бережани — Мечищів) — Надорожнів    | 1.6               | 1.6                                   |
| 22.   | С200122       | Жуків — Підлісне                     | 2.5               | 2.5                                   |
| 23.   | С200123       | Саранчуки — Базниківка               | 5.2               | 5.2                                   |
| 24.   | С200124       | Автошлях М-12 — Волиця               | 2.5               | 2.5                                   |
| 25.   | С200125       | (Бережани — Розгадів) — Лапшин       | 2.8               | 0.0                                   |
| 26.   | С200126       | Лапшин — Лісники                     | 6.8               | 0.0                                   |
| 27.   | С200127       | (Бережани — Вербів) — Старий Вербів  | 2.6               | 2.6                                   |
| 28.   | С200128       | (Жовнівка — Коржова) — Волощина      | 0.6               | 0.6                                   |
| 29.   | С200129       | Котів — Молохів — Червоне            | 5.1               | 5.1                                   |
| 30.   | С200130       | Демня — Гутисько                     | 1.6               | 1.6                                   |
| 31.   | С200131       | Автошлях М-12 — Павлів               | 0.6               | 0.6                                   |
| 32.   | С200132       | Шайбівка — Дуляби                    | 0.8               | 0.8                                   |
| 33.   | С200133       | Слов'ятин — Діброва                  | 3.0               | 3.0                                   |
| 34.   | С200134       | (Бережани — Розгадів) — Краснопуща   | 1.0               | 1.0                                   |
| 35.   | С200135       | Мечищів — Кути                       | 2.0               | 2.0                                   |
| 36.   | С200136       | (Надрічне — Рекшин) — Біще           | 1.0               | 1.0                                   |
|       |               | Разом:                               | 157.9             | 148.3                                 |

#### Борщівський район
| № з/п | Індекс дороги | Найменування автомобільних доріг                             | Усього доріг (км) | У тому числі з твердим покриттям (км) |
| ----- | ------------- | ------------------------------------------------------------ | ----------------- | ------------------------------------- |
| 1.    | С201601       | Нагірянка — Шупарка                                          | 32.1              | 32.1                                  |
| 2.    | С200202       | Іванків — Гермаківка                                         | 17.5              | 17.5                                  |
| 3.    | С200503       | Касперівці — Збручанське                                     | 25.4              | 25.4                                  |
| 4.    | С200204       | Борщів — Гуштин                                              | 11.8              | 11.8                                  |
| 5.    | С200205       | Мельниця-Подільська — Дністрове                              | 8.5               | 8.5                                   |
| 6.    | С200206       | Устя — Горошова                                              | 8.1               | 8.1                                   |
| 7.    | С200207       | Кудринці — Вільховець                                        | 15.0              | 15.0                                  |
| 8.    | С200403       | Увисла — Пробіжна — Бурдяківці                               | 6.6               | 6.6                                   |
| 9.    | С200209       | Гермаківка — Залісся — Панівці                               | 14.1              | 14.1                                  |
| 10.   | С200210       | Шершенівка — Глибочок через Олексинці                        | 10.1              | 10.1                                  |
| 11.   | С200211       | Лосяч — Озеряни                                              | 12.4              | 12.4                                  |
| 12.   | С200212       | (Нагірянка — Шупарка) — Більче-Золоте                        | 4.9               | 4.9                                   |
| 13.   | С200213       | (Тернопіль — Жванець) — Сков'ятин -Шишківці                  | 4.0               | 4.0                                   |
| 14.   | С200214       | (Касперівці — Збручанське) — Пилипче                         | 3.1               | 3.1                                   |
| 15.   | С200215       | Борщів — Вовківці — Залуччя                                  | 13.0              | 13.0                                  |
| 16.   | С200216       | Сапогів — (Тернопіль — Жванець)                              | 2.1               | 2.1                                   |
| 17.   | С200217       | Автошлях Р-24 — Висічка                                      | 3.2               | 3.2                                   |
| 18.   | С200218       | Мельниця Подільська — Худиківці                              | 1.0               | 1.0                                   |
| 19.   | С200219       | Дзвинячка — Дністрове                                        | 4.2               | 4.2                                   |
| 20.   | С200220       | Жилинці — Озеряни                                            | 3.0               | 3.0                                   |
| 21.   | С200221       | Скала-Подільська — Бережанка — Трійця                        | 9.1               | 9.1                                   |
| 22.   | С200222       | Боришківці — Білівці                                         | 5.8               | 5.8                                   |
| 23.   | С200223       | Більче-Золоте — Монастирок                                   | 8.0               | 8.0                                   |
| 24.   | С200224       | Ланівці — Тулин                                              | 3.8               | 3.8                                   |
| 25.   | С200225       | Гуштин — Збриж                                               | 5.9               | 5.9                                   |
| 26.   | С200226       | Автошлях Р-24 — Пеньки                                       | 1.1               | 1.1                                   |
| 27.   | С200227       | Більче Золоте — Мушкарів                                     | 4.7               | 4.7                                   |
| 28.   | С200228       | Турильче — Підпилип'я                                        | 2.7               | 2.7                                   |
| 29.   | С200229       | (Іванків — Гермаківка) — Вербівка                            | 1.8               | 1.8                                   |
| 30.   | С200230       | Урожайне — Дзвенигород                                       | 2.9               | 2.9                                   |
| 31.   | С200231       | Завалля — Панівці                                            | 3.4               | 3.4                                   |
| 32.   | С200232       | Вигода — Трубчин                                             | 4.7               | 4.7                                   |
| 33.   | С200233       | Шупарка — Худіївці                                           | 4.0               | 4.0                                   |
| 34.   | С200234       | (Касперівці — Збручанське) — Михалків                        | 1.2               | 1.2                                   |
| 35.   | С200235       | (Тернопіль — Жванець) — Бабинці — (Касперівці — Збручанське) | 8.6               | 8.6                                   |
|       |               | Разом:                                                       | 267.8             | 267.8                                 |

#### Бучацький район
| № з/п | Індекс дороги | Найменування автомобільних доріг            | Усього доріг (км) | У тому числі з твердим покриттям (км) |
| ----- | ------------- | ------------------------------------------- | ----------------- | ------------------------------------- |
| 1.    | С200301       | Кадуби — Устечко                            | 4.9               | 4.9                                   |
| 2.    | С200302       | Підзамочок — Пилява                         | 8.0               | 8.0                                   |
| 3.    | С200303       | Автошлях Н-18 — Старі Петликівці            | 2.7               | 2.7                                   |
| 4.    | С200304       | Сороки — Ліщанці                            | 4.2               | 4.2                                   |
| 5.    | С200305       | Русилів — Соколів                           | 3.4               | 3.4                                   |
| 6.    | С200306       | Золотий Потік — Миколаївка                  | 9.0               | 9.0                                   |
| 7.    | С200307       | Зелена — Бариш                              | 19.5              | 19.5                                  |
| 8.    | С200308       | Золотий Потік — Стінка                      | 8.6               | 8.6                                   |
| 9.    | С200309       | Новосілка — Соколів                         | 14.6              | 14.6                                  |
| 10.   | С200310       | (Кадуби — Устечко) — Берем'яни              | 3.1               | 3.1                                   |
| 11.   | С200311       | Автошлях Н-18 — Нові Петликівці             | 4.6               | 4.6                                   |
| 12.   | С200312       | Порохова — Космирин                         | 10.5              | 10.5                                  |
| 13.   | С200313       | (Бучач-Возилів) — Сновидів                  | 3.2               | 3.2                                   |
| 14.   | С200314       | (Бучач — Товсте) — Язловець                 | 4.1               | 4.1                                   |
| 15.   | С200315       | (Городище — Зарваниця — Бучач) — Звенигород | 7.1               | 7.1                                   |
| 16.   | С200316       | Автошлях Н-18 — Пилява                      | 4.3               | 4.3                                   |
| 17.   | С200317       | (Бучач — Возилів) — Ліщанці                 | 3.6               | 3.6                                   |
| 18.   | С200318       | (Бучач — Возилів) — Жизномир                | 1.0               | 1.0                                   |
| 19.   | С200319       | Золотий Потік — Костільники                 | 2.9               | 2.9                                   |
| 20.   | С200320       | Берем'яни — Дуліби                          | 5.7               | 5.7                                   |
| 21.   | С200321       | (Бучач — Товсте) — Пишківці                 | 2.2               | 2.2                                   |
| 22.   | С200322       | Пилява — Матеушівка                         | 8.0               | 8.0                                   |
| 23.   | С200323       | (Пилява — Матеушівка) — Мартинівка          | 1.9               | 1.9                                   |
| 24.   | С200324       | Бариш — Гутишин                             | 2.7               | 2.7                                   |
| 25.   | С200325       | Переволока — Курдибанівка                   | 5.0               | 5.0                                   |
| 26.   | С200326       | Миколаївка — Губин                          | 1.7               | 1.7                                   |
| 27.   | С200327       | (Золотий Потік — Миколаївка) — Сокілець     | 1.3               | 1.3                                   |
| 28.   | С200328       | Нові Петликівці — Пушкарі                   | 2.6               | 2.6                                   |
| 29.   | С200329       | (Золотий Потік — Стінка) — Рублин           | 2.5               | 2.5                                   |
| 30.   | С200330       | Доброполе — Матеушівка                      | 8.8               | 8.8                                   |
| 31.   | С200331       | Космирин — Набережне                        | 5.1               | 5.1                                   |
| 32.   | С200332       | (Бучач — Товсте) — Пожежа                   | 3.1               | 3.1                                   |
| 33.   | С200333       | Жизномир — Зелений Гай                      | 2.1               | 1.2                                   |
| 34.   | С200334       | Під'їзд до м. Бучач                         | 0.7               | 0.7                                   |
|       |               | Разом:                                      | 172.7             | 171.8                                 |

#### Гусятинський район
| № з/п | Індекс дороги | Найменування автомобільних доріг             | Усього доріг (км) | У тому числі з твердим покриттям (км) |
| ----- | ------------- | -------------------------------------------- | ----------------- | ------------------------------------- |
| 1.    | С200401       | Яблунів — Оришківці                          | 17.2              | 17.2                                  |
| 2.    | С200402       | (Тернопіль — Жванець) — Сидорів              | 3.5               | 3.5                                   |
| 3.    | С200403       | Увисла — Пробіжна — Бурдяківці               | 24.4              | 24.4                                  |
| 4.    | С201202       | Оріховець — Турівка — Красне — Товсте        | 15.9              | 15.9                                  |
| 5.    | С200405       | (Турівка — Товсте) — Саджівки                | 1.5               | 1.5                                   |
| 6.    | С200406       | Хоростків — Постолівка                       | 13.3              | 13.3                                  |
| 7.    | С200407       | Нижбірок — Старий Нижбірок                   | 4.6               | 4.6                                   |
| 8.    | С200408       | Пізнанка — Гримайлів                         | 7.2               | 7.2                                   |
| 9.    | С200409       | Вікно — Зарубинці                            | 2.5               | 2.5                                   |
| 10.   | С200410       | Мала Лука — (Турівка — Товсте)               | 6.0               | 6.0                                   |
| 11.   | С200411       | (Тернопіль — Жванець) — (Галич — Сатанів)    | 8.2               | 8.2                                   |
| 12.   | С200412       | (Гримайлів — Яблунів) — Клювинці             | 2.3               | 2.3                                   |
| 13.   | С200413       | Автошлях М-19 — Котівка — Теклівка           | 4.7               | 4.7                                   |
| 14.   | С200414       | (Гримайлів — Яблунів) — Перемилів            | 3.3               | 3.3                                   |
| 15.   | С200415       | Самолусківці — (Тернопіль — Жванець)         | 1.5               | 1.5                                   |
| 16.   | С200416       | (Гримайлів — Яблунів) — Рудки                | 1.2               | 1.2                                   |
| 17.   | С200417       | (Тернопіль — Жванець) — Вільхівчик           | 1.5               | 1.5                                   |
| 18.   | С200418       | (Тернопіль — Жванець) — Малі Бірки           | 2.0               | 2.0                                   |
| 19.   | С200419       | Сорока — (Хоростків — Постолівка)            | 2.3               | 2.3                                   |
| 20.   | С200420       | Сидорів — Шидлівці                           | 4.0               | 4.0                                   |
| 21.   | С200421       | Монастириха — (Турівка — Товсте)             | 2.1               | 2.1                                   |
| 22.   | С200422       | Кокошинці — (Турівка — Товсте)               | 4.0               | 4.0                                   |
| 23.   | С200423       | Красне — Козина                              | 7.1               | 7.1                                   |
| 24.   | С200424       | Верхівці — Карашинці — (Гримайлів — Яблунів) | 4.8               | 4.8                                   |
| 25.   | С200426       | (Тернопіль — Жванець) — Новосілка            | 0.4               | 0.4                                   |
| 26.   | С200427       | Суходіл — Боднарівка                         | 4.2               | 4.2                                   |
| 27.   | С200428       | Автошлях М-19 — Ємелівка                     | 4.6               | 4.6                                   |
| 28.   | С200429       | (Тернопіль — Жванець) — Білинівка            | 1.6               | 1.6                                   |
| 29.   | С200430       | Гадинківці — Заремба                         | 3.5               | 3.5                                   |
| 30.   | С200431       | (Галич — Сатанів) — Крутилів                 | 0.5               | 0.5                                   |
|       |               | Разом:                                       | 159.9             | 159.9                                 |

#### Заліщицький район
| № з/п | Індекс дороги | Найменування автомобільних доріг                    | Усього доріг (км) | У тому числі з твердим покриттям (км) |
| ----- | ------------- | --------------------------------------------------- | ----------------- | ------------------------------------- |
| 1.    | С200301       | Кадуби — Устечко                                    | 19.2              | 19.2                                  |
| 2.    | С201602       | Джурин — Попівці                                    | 6.6               | 6.6                                   |
| 3.    | С200503       | Касперівці — Збручанське                            | 25.0              | 25.0                                  |
| 4.    | С200504       | (Борщів — Заліщики) — Винятинці — Дунів — Зозулинці | 20.9              | 20.9                                  |
| 5.    | С200505       | Дунів — Бедриківці                                  | 14.8              | 14.8                                  |
| 6.    | С200506       | Бедриківці — Заліщики                               | 5.1               | 5.1                                   |
| 7.    | С200507       | Заліщики — Зелений Гай                              | 5.2               | 5.2                                   |
| 8.    | С200508       | Блищанка — (Бедриківці — Дзвиняч)                   | 4.9               | 4.9                                   |
| 9.    | С200509       | Іване — Золоте — Блищанка                           | 18.5              | 18.5                                  |
| 10.   | С200510       | Дзвиняч — (Іване Золоте — Блищанка)                 | 1.5               | 1.5                                   |
| 11.   | С200511       | Торське — Глушка — з-на станція Дзвиняч             | 7.7               | 7.7                                   |
| 12.   | С200512       | Хмелева — Литячі                                    | 3.5               | 3.5                                   |
| 13.   | С200513       | Попівці — Литячі                                    | 8.9               | 8.9                                   |
| 14.   | С200514       | (Попівці — Литячі) — Садки                          | 2.6               | 2.6                                   |
| 15.   | С200515       | Нирків — Мишків                                     | 25.5              | 25.5                                  |
| 16.   | С200516       | Нирків — Ворвулинці                                 | 12.0              | 12.0                                  |
| 17.   | С200517       | Товсте — Угриньківці                                | 12.2              | 12.2                                  |
| 18.   | С200518       | Товсте — Солоне                                     | 4.7               | 4.7                                   |
| 19.   | С200519       | Лисівці — Шипівці                                   | 3.5               | 3.5                                   |
| 20.   | С200520       | Голігради — (Борщів — Заліщики)                     | 2.1               | 2.1                                   |
| 21.   | С200521       | Вигода — Зозулинці                                  | 8.4               | 8.4                                   |
| 22.   | С200522       | (Голігради — Зозулинці) — Виноградне                | 0.9               | 0.9                                   |
| 23.   | С200523       | (Нирків — Мишків) — Іване — Золоте                  | 6.5               | 6.5                                   |
| 24.   | С200524       | Бересток — Гиньківці                                | 3.1               | 3.1                                   |
| 25.   | С200525       | (Заліщики — Зелений Гай) — Печорна                  | 1.8               | 1.8                                   |
| 26.   | С200526       | Автошлях М-19 — Королівка                           | 1.6               | 1.6                                   |
| 27.   | С200527       | (Нирків — Мишків) — Якубівка                        | 2.3               | 2.3                                   |
|       |               | Разом:                                              | 229.0             | 229.0                                 |

#### Збаразький район
| № з/п | Індекс дороги | Найменування автомобільних доріг                   | Усього доріг (км) | У тому числі з твердим покриттям (км) |
| ----- | ------------- | -------------------------------------------------- | ----------------- | ------------------------------------- |
| 1.    | С200601       | Вишнівець — Новий Олексинець                       | 6.0               | 6.0                                   |
| 2.    | С200602       | Збараж — Хомівка                                   | 18.2              | 18.2                                  |
| 3.    | С200603       | Збараж — Максимівка                                | 10.7              | 10.7                                  |
| 4.    | С200604       | (Збараж — Підволочиськ) — Добромірка               | 4.8               | 4.8                                   |
| 5.    | С200605       | Збараж — Романове Село                             | 16.3              | 16.3                                  |
| 6.    | С200606       | Збараж — Зарудечко                                 | 11.2              | 11.2                                  |
| 7.    | С200607       | (М-19 — Збараж — С200623) — з-на станція Збараж    | 0.3               | 0.3                                   |
| 8.    | С200608       | Доброводи — Новики                                 | 4.2               | 4.2                                   |
| 9.    | С200609       | Вишнівець — Дзвиняча                               | 6.5               | 6.5                                   |
| 10.   | С200610       | Гніздичне — Автошлях М-19                          | 8.6               | 8.6                                   |
| 11.   | С200611       | Автошлях М-19 — Залісці                            | 7.5               | 7.5                                   |
| 12.   | С200612       | Автошлях М-19 — Чайчинці                           | 7.7               | 6.1                                   |
| 13.   | С200613       | (Збараж — Хомівка) — Зарубинці                     | 1.1               | 1.1                                   |
| 14.   | С200614       | Гніздичне — Кобилля — Іванчани через Хоми          | 8.7               | 8.7                                   |
| 15.   | С200615       | Капустинці — Синява — Р-43                         | 8.5               | 8.5                                   |
| 16.   | С200616       | Чернихівці — Охримівці                             | 6.0               | 6.0                                   |
| 17.   | С200617       | Раковець — Автошлях М-19                           | 2.1               | 2.1                                   |
| 18.   | С200618       | (Збараж — Підволочиськ) — Шили                     | 1.8               | 1.8                                   |
| 19.   | С200619       | Бодаки — Великі Вікнини                            | 5.6               | 5.6                                   |
| 20.   | С200620       | Нижчі Луб'янки — Вищі Луб'янки — Новий Рогівець    | 8.3               | 8.3                                   |
| 21.   | С200621       | Збараж — Старий Збараж                             | 3.0               | 3.0                                   |
| 22.   | С200622       | Зарубинці — Опрілівці — Доброводи                  | 5.3               | 5.3                                   |
| 23.   | С200623       | Р-43 — Збараж — Р-43                               | 3.0               | 3.0                                   |
| 24.   | С200624       | М-19 — Збараж — С200623                            | 4.3               | 4.3                                   |
| 25.   | С200625       | Максимівка — Гори-Стрийовецькі                     | 3.6               | 3.6                                   |
| 26.   | С200626       | Травневе — Стриївка                                | 3.2               | 3.2                                   |
| 27.   | С200627       | Болязуби — Колодне                                 | 6.6               | 6.6                                   |
| 28.   | С200628       | (Збараж — Зарудечко) — Тарасівка                   | 0.6               | 0.6                                   |
| 29.   | С200629       | (Збараж — Зарудечко) — Розношинці                  | 1.6               | 1.6                                   |
| 30.   | С200630       | Решнівка — Колодне                                 | 8.0               | 8.0                                   |
| 31.   | С200631       | (Гніздичне — Автошлях М-19) — Чеснівський Раковець | 3.9               | 3.9                                   |
| 32.   | С200632       | Борщівка — Великі Вікнини                          | 5.7               | 5.7                                   |
| 33.   | С200633       | Капустинський Ліс — Капустинці                     | 2.9               | 2.9                                   |
| 34.   | С200635       | Максимівка — Чагарі — Збаразькі                    | 3.2               | 3.2                                   |
| 35.   | С200636       | Витківці — Заруддя                                 | 4.4               | 4.4                                   |
| 36.   | С200637       | Автошлях М-19 — Чорний Ліс                         | 2.8               | 2.8                                   |
| 37.   | С200638       | Старий Вишнівець — Поляни                          | 8.5               | 8.5                                   |
| 38.   | С200639       | Автошлях М-19 — Кривчики                           | 4.4               | 4.4                                   |
| 39.   | С200640       | Коханівка — Діброва                                | 3.7               | 3.7                                   |
| 40.   | С200641       | Автошлях М-19 — Івашківці                          | 2.9               | 2.9                                   |
| 41.   | С200642       | Новики — Глинчуки                                  | 1.6               | 1.6                                   |
| 42.   | С200643       | Зашляхом — Раковець                                | 1.9               | 1.9                                   |
| 43.   | С200644       | Бутин — Кинахівці                                  | 1.0               | 1.0                                   |
|       |               | Разом:                                             | 230.2             | 228.6                                 |

#### Зборівський район
| № з/п | Індекс дороги | Найменування автомобільних доріг                       | Усього доріг (км) | У тому числі з твердим покриттям (км) |
| ----- | ------------- | ------------------------------------------------------ | ----------------- | ------------------------------------- |
| 1.    | С201501       | Об'їзна Тернополя — Великий Глибочок — Осташівці       | 18.0              | 18.0                                  |
| 2.    | С200602       | Збараж — Хомівка                                       | 1.5               | 1.5                                   |
| 3.    | С200703       | С201501 — Нестерівці                                   | 1.0               | 1.0                                   |
| 4.    | С200704       | (Почаїв — Зборів) — Білоголови — Городище — до С201511 | 14.3              | 14.3                                  |
| 5.    | С200705       | Залізці — Мильне                                       | 8.0               | 8.0                                   |
| 6.    | С200706       | Озерна — Богданівка — Сировари                         | 10.8              | 10.8                                  |
| 7.    | С200707       | Курівці — Іванківці                                    | 10.1              | 10.1                                  |
| 8.    | С200708       | Крутнів — Гаї Розтоцькі                                | 12.9              | 12.9                                  |
| 9.    | С200709       | Воробіївка — Автошлях Н-02                             | 6.3               | 6.3                                   |
| 10.   | С200710       | Млинівці — Вовчківці — Івачів                          | 12.0              | 12.0                                  |
| 11.   | С201511       | Р-39 — Івачів Горішній — Вертелка — Р-39               | 14.9              | 14.9                                  |
| 12.   | С200712       | Беримівці — Манаїв — Залізці                           | 33.5              | 33.5                                  |
| 13.   | С200713       | (Беримівці — Манаїв — Залізці) — Ратищі                | 1.3               | 1.3                                   |
| 14.   | С200714       | Зборів — Красне                                        | 7.4               | 7.4                                   |
| 15.   | С200715       | Кальне — Годів                                         | 4.4               | 4.4                                   |
| 16.   | С200816       | Велика Плавуча — Вільшанка                             | 0.8               | 0.8                                   |
| 17.   | С200717       | Славна — Автошлях Н-02                                 | 4.2               | 4.2                                   |
| 18.   | С200718       | Т 20-13 — Тростянець — Перепельники                    | 8.2               | 8.2                                   |
| 19.   | С200719       | (Почаїв — Зборів) — Білоголови                         | 9.8               | 9.8                                   |
| 20.   | С200720       | Т 20-13 — Гаї Розтоцькі — Гаї за Рудою                 | 2.5               | 2.5                                   |
| 21.   | С200721       | Ярославичі — Ярчівці — до Н-02                         | 17.3              | 17.3                                  |
| 22.   | С200722       | Жабиня — Годів                                         | 5.0               | 5.0                                   |
| 23.   | С200723       | Загір'я — Підберізці                                   | 4.1               | 4.1                                   |
| 24.   | С200724       | Чернихів — Нестерівці                                  | 1.0               | 1.0                                   |
| 25.   | С200725       | Залізці — Ренів — Городище                             | 7.6               | 7.6                                   |
| 26.   | С200726       | Загір'я — (Почаїв — Зборів)                            | 4.8               | 4.8                                   |
| 27.   | С200727       | Автошлях Р-39 — Чистопади                              | 2.4               | 2.4                                   |
| 28.   | С200728       | (Білоголови — Городище) — Носівці                      | 0.9               | 0.9                                   |
| 29.   | С200729       | (Білоголови — Городище) — Нетерпинці                   | 1.0               | 1.0                                   |
| 30.   | С200730       | Богданівка — Білківці                                  | 3.3               | 3.3                                   |
| 31.   | С200731       | Метенів — Автошлях Н-02                                | 1.9               | 1.9                                   |
| 32.   | С200732       | Вільшанка — Автошлях Н-02                              | 1.6               | 1.6                                   |
| 33.   | С200733       | Дітківці — Мшанець                                     | 2.4               | 2.4                                   |
| 34.   | С200734       | (Зборів — Поморяни) — Травотолоки                      | 0.6               | 0.6                                   |
| 35.   | С200735       | Млинівці — Тустоголови                                 | 2.0               | 2.0                                   |
| 36.   | С200736       | Гукалівці — Лопушани                                   | 4.1               | 4.1                                   |
| 37.   | С200737       | (Ярославичі — Ярчівці) — Підгайчики                    | 2.4               | 2.4                                   |
| 38.   | С200738       | Манаїв — Підлуковець                                   | 3.7               | 3.7                                   |
| 39.   | С200739       | Чорний Ліс — Нем'яч                                    | 2.4               | 2.4                                   |
| 40.   | С200740       | Вертелка — Дубина                                      | 1.2               | 1.2                                   |
| 41.   | С200741       | Заруддя — Славна                                       | 7.8               | 7.8                                   |
| 42.   | С200742       | Годів — Йосипівка                                      | 5.2               | 5.2                                   |
| 43.   | С200743       | Івачів — Нище                                          | 4.9               | 4.9                                   |
| 44.   | С200745       | Йосипівка — Цецівка                                    | 2.0               | 2.0                                   |
| 45.   | С200746       | (Івачів — Нище) — Корчунок                             | 2.1               | 2.1                                   |
| 46.   | С200747       | Вирлів — Храбузна                                      | 2.7               | 2.7                                   |
| 47.   | С200748       | Під'їзд до м. Зборів                                   | 1.3               | 1.3                                   |
|       |               | Разом:                                                 | 277.6             | 277.6                                 |

#### Козівський район
| № з/п | Індекс дороги | Найменування автомобільних доріг         | Усього доріг (км) | У тому числі з твердим покриттям (км) |
| ----- | ------------- | ---------------------------------------- | ----------------- | ------------------------------------- |
| 1.    | С200801       | Слобідка — Таурів                        | 6.9               | 6.9                                   |
| 2.    | С200802       | Козова — Ішків                           | 15.4              | 15.4                                  |
| 3.    | С200803       | Козова — Вівся                           | 8.8               | 8.8                                   |
| 4.    | С200804       | Козова — Кальне                          | 7.9               | 7.9                                   |
| 5.    | С200805       | Ценів — Олесино                          | 6.9               | 6.9                                   |
| 6.    | С200806       | Потік — Конюхи — Хоростець               | 15.3              | 15.3                                  |
| 7.    | С200807       | Кальне — Щепанів — Криве                 | 7.7               | 7.7                                   |
| 8.    | С200108       | Бережани — Будилів — Плотича             | 25.4              | 25.4                                  |
| 9.    | С200809       | Дибще — Козівка                          | 3.0               | 3.0                                   |
| 10.   | С200810       | Глинна — Медова — Будилів                | 6.8               | 6.8                                   |
| 11.   | С200811       | Глинна — Цицори                          | 10.5              | 10.5                                  |
| 12.   | С200812       | Яструбове — Денисів — Плотича            | 7.3               | 7.3                                   |
| 13.   | С200813       | Заберізки — (Зборів — Козова)            | 6.3               | 6.3                                   |
| 14.   | С200814       | (Ценів — Олесино) — Сеньків              | 1.9               | 1.9                                   |
| 15.   | С200815       | Олесино — Уритва                         | 2.8               | 2.8                                   |
| 16.   | С200816       | Велика Плавуча — Вільшанка               | 2.4               | 2.4                                   |
| 17.   | С200817       | Купчинці — Драгоманівка                  | 5.8               | 5.8                                   |
| 18.   | С200818       | Автошлях М-12 — Плоске                   | 2.2               | 2.2                                   |
| 19.   | С200819       | Городище — Млинці                        | 1.2               | 1.2                                   |
| 20.   | С200820       | (Городище — Зарваниця — Бучач) — Дворище | 1.0               | 1.0                                   |
| 21.   | С200821       | Конюхи — Залісся                         | 5.0               | 5.0                                   |
|       |               | Разом:                                   | 150.5             | 150.5                                 |

#### Кременецький район
| № з/п | Індекс дороги | Найменування автомобільних доріг              | Усього доріг (км) | У тому числі з твердим покриттям (км) |
| ----- | ------------- | --------------------------------------------- | ----------------- | ------------------------------------- |
| 1.    | С200601       | Вишнівець — Новий Олексинець                  | 15.6              | 15.6                                  |
| 2.    | С200902       | Лідихів — (Острог — Радивилів)                | 5.2               | 5.2                                   |
| 3.    | С200903       | Великі Бережці — (Острог — Радивилів)         | 2.8               | 2.8                                   |
| 4.    | С200904       | Крижі — Іква                                  | 18.5              | 18.5                                  |
| 5.    | С200905       | (Острог — Радивилів) — Будки — Града          | 15.7              | 15.7                                  |
| 6.    | С200906       | Савчинці — Дунаїв — Попівці — Рудка           | 17.2              | 17.2                                  |
| 7.    | С200907       | Почаїв — Старий Тараж — Ридомиль — Млинівці   | 20.1              | 20.1                                  |
| 8.    | С200908       | Жолоби — (Кременець — Дунаїв)                 | 2.1               | 2.1                                   |
| 9.    | С200909       | Колосова — Автошлях М-19                      | 6.0               | 3.5                                   |
| 10.   | С200910       | (Кременець — Козин) — Сапанів                 | 6.2               | 6.2                                   |
| 11.   | С200911       | (Почаїв — Зборів) — Розтоки                   | 4.6               | 4.6                                   |
| 12.   | С200912       | Новий Олексинець — Башуки — Старий Олексинець | 5.7               | 5.7                                   |
| 13.   | С200913       | Волиця — Велика Горянка — Мала Горянка        | 4.0               | 4.0                                   |
| 14.   | С200914       | (Острог — Радивилів) — Чугалі                 | 1.4               | 1.4                                   |
| 15.   | С200915       | Кременець — Підлісці                          | 2.8               | 2.8                                   |
| 16.   | С200916       | Крутнів — (Почаїв — Зборів)                   | 3.5               | 3.5                                   |
| 17.   | С200917       | Духів — Горинка                               | 6.0               | 6.0                                   |
| 18.   | С200918       | Хотівка — (Кременець — Козин)                 | 2.4               | 2.4                                   |
| 19.   | С200919       | (Вишнівець — Новий Олексинець) — Івання       | 2.6               | 2.6                                   |
| 20.   | С200920       | Града — Мисики                                | 4.6               | 4.6                                   |
| 21.   | С200921       | Автошлях М-19 — Великі Млинівці               | 5.6               | 5.6                                   |
| 22.   | С200922       | (Дунаїв — Попівці) — Весела                   | 4.4               | 4.4                                   |
| 23.   | С200923       | Великі Млинівці — Підлісці                    | 4.4               | 4.4                                   |
| 24.   | С200924       | Комарин — Старий Тараж                        | 4.2               | 4.2                                   |
| 25.   | С200925       | Горинка — Підгайці                            | 6.9               | 6.9                                   |
| 26.   | С200926       | Лосятин — Борщівка                            | 5.9               | 5.9                                   |
| 27.   | С200927       | Автошлях М-19 — Андруга                       | 1.3               | 1.3                                   |
| 28.   | С200928       | Раславка — (Почаїв — Зборів)                  | 3.0               | 3.0                                   |
| 29.   | С200929       | (Вишнівець — Новий Олексинець) — Бакоти       | 2.3               | 2.3                                   |
| 30.   | С200930       | Підлісне — (Кременець — Біла Церква — Ржищів) | 1.8               | 1.8                                   |
| 31.   | С200931       | Зеблази — (Острог — Радивилів)                | 0.5               | 0.5                                   |
| 32.   | С200932       | (Острог — Радивилів) — Затишшя                | 1.1               | 1.1                                   |
| 33.   | С200933       | Катеринівка — Іванківці                       | 4.1               | 4.1                                   |
| 34.   | С200934       | Веселівка — Білокриниця                       | 3.4               | 3.4                                   |
| 35.   | С200935       | (Острог — Радивилів) — Старий Почаїв          | 2.7               | 2.7                                   |
| 36.   | С200936       | (Острог — Радивилів) — Вільшанка              | 2.4               | 2.4                                   |
|       |               | Разом:                                        | 201.0             | 198.5                                 |

#### Лановецький район
| № з/п | Індекс дороги | Найменування автомобільних доріг                | Усього доріг (км) | У тому числі з твердим покриттям (км) |
| ----- | ------------- | ----------------------------------------------- | ----------------- | ------------------------------------- |
| 1.    | С201001       | (Ланівці — Теофіполь) — Москалівка              | 12.1              | 12.1                                  |
| 2.    | С201702       | Катеринівка — Борсуки                           | 7.7               | 7.7                                   |
| 3.    | С201003       | ((Ланівці — Теофіполь) — Москалівка) — Молотків | 5.2               | 5.2                                   |
| 4.    | С201004       | ((Ланівці — Теофіполь) — Москалівка) — Гриньки  | 2.3               | 2.3                                   |
| 5.    | С201005       | Ланівці — Р-32                                  | 12.5              | 12.5                                  |
| 6.    | С201006       | Бережанка — Вишгородок                          | 7.8               | 7.8                                   |
| 7.    | С201007       | Автошлях Р-43 — Вербовець через Шили            | 13.7              | 13.7                                  |
| 8.    | С201008       | Автошлях Р-43 — Верещаки                        | 3.6               | 3.6                                   |
| 9.    | С201009       | Ланівці — Вишгородок ч/з Печірну                | 16.9              | 16.9                                  |
| 10.   | С201010       | Снігурівка — Вишгородок                         | 18.0              | 12.8                                  |
| 11.   | С201011       | Ланівці — Білозірка ч/з Оришківці               | 13.7              | 13.7                                  |
| 12.   | С200612       | Автошлях М-19 — Чайчинці                        | 2.2               | 2.2                                   |
| 13.   | С201013       | Автошлях Р-43 — Вербовець ч/з Мартишківці       | 14.4              | 14.4                                  |
| 14.   | С201014       | Мала Білка — Влащинці                           | 4.2               | 4.2                                   |
| 15.   | С201015       | (Вишнівець — Ланівці) — Великі Куськівці        | 1.2               | 1.2                                   |
| 16.   | С201716       | Піщатинці — Якимівці ч/з Гриньківці             | 1.2               | 1.2                                   |
| 17.   | С201017       | (Вишнівець — Ланівці) — Передмірка              | 1.7               | 1.7                                   |
| 18.   | С201018       | Автошлях Р-43 — Буглів                          | 3.8               | 3.8                                   |
| 19.   | С201019       | Москалівка — Плиска                             | 3.8               | 3.8                                   |
| 20.   | С201020       | Борсуки — Синівці                               | 3.4               | 3.4                                   |
| 21.   | С201021       | Грибова — Козачки                               | 6.5               | 6.5                                   |
| 22.   | С201022       | Загірці — Михайлівка                            | 1.7               | 1.7                                   |
| 23.   | С201023       | Ланівці — Нападівка через Малі Куськівці        | 7.8               | 7.8                                   |
| 24.   | С201024       | (Ланівці — Вижгородок) — Коростова              | 1.5               | 1.5                                   |
| 25.   | С201025       | Лопушне — Пахиня                                | 3.8               | 3.8                                   |
| 26.   | С201026       | Ланівці — (Ланівці — Теофіполь)                 | 1.4               | 1.4                                   |
| 27.   | С201027       | Снігурівка — Мала Снігурівка                    | 1.1               | 1.1                                   |
| 28.   | С201028       | Люлинці — Плиска                                | 1.8               | 1.8                                   |
|       |               | Разом:                                          | 175.0             | 169.8                                 |

#### Монастириський район
| № з/п | Індекс дороги | Найменування автомобільних доріг       | Усього доріг (км) | У тому числі з твердим покриттям (км) |
| ----- | ------------- | -------------------------------------- | ----------------- | ------------------------------------- |
| 1.    | С200101       | Жовнівка — Коржова                     | 5.8               | 5.8                                   |
| 2.    | С201102       | Криниця — Маріямпіль                   | 20.0              | 20.0                                  |
| 3.    | С201103       | Яргорів — Задарів                      | 6.3               | 6.3                                   |
| 4.    | С201104       | Підгайці — Монастириська               | 9.1               | 9.1                                   |
| 5.    | С201105       | Монастириська — Велеснів               | 8.0               | 8.0                                   |
| 6.    | С201106       | Коропець — Горигляди                   | 8.1               | 8.1                                   |
| 7.    | С201107       | (Бучач — Нижнів) — Лядське             | 10.0              | 10.0                                  |
| 8.    | С201108       | Автошлях Н-18 — Лядське                | 9.0               | 9.0                                   |
| 9.    | С201109       | (Бучач — Нижнів) — Горигляди           | 7.2               | 7.2                                   |
| 10.   | С201110       | Ковалівка — Олеша                      | 11.3              | 11.3                                  |
| 11.   | С201111       | Автошлях Н-18 — Гончарівка             | 4.0               | 4.0                                   |
| 12.   | С201112       | Григорів — Чехів                       | 4.5               | 4.5                                   |
| 13.   | С201113       | Автошлях Н-18 — Бертники               | 3.0               | 3.0                                   |
| 14.   | С201114       | (Бучач — Нижнів) — Садове              | 1.6               | 1.6                                   |
| 15.   | С201115       | Велеснів — Залісся                     | 1.7               | 1.7                                   |
| 16.   | С201116       | (Криниця — Маріямпіль) — Устя-Зелене   | 5.8               | 5.8                                   |
| 17.   | С201117       | Лядське — Бобрівники                   | 2.3               | 2.3                                   |
| 18.   | С201118       | Устя-Зелене — Діброва                  | 4.0               | 4.0                                   |
| 19.   | С201119       | (Криниця — Маріямпіль) — Красіїв       | 1.5               | 1.5                                   |
| 20.   | С201120       | (Монастириська — Підлісне) — Горожанка | 2.1               | 2.1                                   |
| 21.   | С201121       | (Монастириська — Підлісне) — Нова Гута | 1.1               | 1.1                                   |
| 22.   | С201122       | Коропець — Стигла                      | 2.5               | 2.5                                   |
| 23.   | С201123       | (Бучач — Нижнів) — Світле              | 1.8               | 1.8                                   |
| 24.   | С201124       | Вербка — Левентова                     | 1.0               | 1.0                                   |
| 25.   | С201125       | (Криниця — Маріямпіль) — Сеньків       | 1.5               | 1.5                                   |
|       |               | Разом:                                 | 133.2             | 133.2                                 |

#### Підволочиський район
| № з/п | Індекс дороги | Найменування автомобільних доріг      | Усього доріг (км) | У тому числі з твердим покриттям (км) |
| ----- | ------------- | ------------------------------------- | ----------------- | ------------------------------------- |
| 1.    | С201201       | Романове Село — Колодіївка            | 8.8               | 8.8                                   |
| 2.    | С201202       | Оріховець — Турівка — Красне — Товсте | 13.6              | 13.6                                  |
| 3.    | С201203       | Щаснівка — Медин через Токи           | 16.9              | 16.9                                  |
| 4.    | С201204       | Гнилиці — Нове Село                   | 3.6               | 3.6                                   |
| 5.    | С201205       | Хмелиська — Супранівка                | 13.0              | 13.0                                  |
| 6.    | С200409       | Вікно — Зарубинці                     | 5.8               | 5.8                                   |
| 7.    | С201207       | Криве — Хоптянка                      | 5.8               | 5.8                                   |
| 8.    | С201208       | Добромірка — Скорики                  | 12.9              | 12.9                                  |
| 9.    | С201209       | Криве — Магдалівка                    | 10.8              | 10.8                                  |
| 10.   | С201210       | Підволочиськ — Супранівка             | 4.0               | 4.0                                   |
| 11.   | С201211       | Староміщина — Дорофіївка              | 5.7               | 5.7                                   |
| 12.   | С201212       | Терпилівка — Кам'янки                 | 13.1              | 13.1                                  |
| 13.   | С201214       | Кошляки — Гнилички                    | 4.1               | 4.1                                   |
| 14.   | С201215       | Лисичинці — (Збараж — Підволочиськ)   | 1.0               | 1.0                                   |
| 15.   | С201216       | Іванівна — Рожиськ                    | 4.4               | 4.4                                   |
| 16.   | С201217       | Фащівка — Тарноруда                   | 3.6               | 3.6                                   |
| 17.   | С201218       | (Збараж — Підволочиськ) — Староміщина | 3.2               | 3.2                                   |
| 18.   | С201219       | (Збараж — Підволочиськ) — Супранівка  | 2.5               | 2.5                                   |
| 19.   | С201220       | (Пальчинці — Медин) — Пеньківці       | 3.0               | 3.0                                   |
| 20.   | С201221       | Воробіївка — Просівці                 | 3.0               | 3.0                                   |
| 21.   | С201222       | Фащівка — Турівка                     | 3.3               | 3.3                                   |
| 22.   | С201223       | Медин — Кошляки                       | 7.4               | 7.4                                   |
| 23.   | С201224       | Голошинці — Нове Село                 | 4.5               | 4.5                                   |
| 24.   | С201225       | Клебанівка — Шевченкове               | 2.6               | 2.6                                   |
| 25.   | С201226       | Скалат — Поплави                      | 3.6               | 3.6                                   |
| 26.   | С201227       | Остап'є — Городниця                   | 2.6               | 2.6                                   |
| 27.   | С201228       | Пеньківці — Просівці                  | 2.9               | 2.9                                   |
| 28.   | С201229       | Теклівка — Митниця                    | 2.2               | 2.2                                   |
| 29.   | С201230       | Поплави — (Криве — Магдалівка)        | 2.2               | 2.2                                   |
|       |               | Разом:                                | 170.1             | 170.1                                 |

#### Підгаєцький район
| № з/п | Індекс дороги | Найменування автомобільних доріг     | Усього доріг (км) | У тому числі з твердим покриттям (км) |
| ----- | ------------- | ------------------------------------ | ----------------- | ------------------------------------- |
| 1.    | С200101       | Жовнівка — Коржова                   | 18.0              | 18.0                                  |
| 2.    | С201302       | Підгайці — Шумляни                   | 16.3              | 16.3                                  |
| 3.    | С201303       | (Бережани — Монастириська) — Мирне   | 3.8               | 3.8                                   |
| 4.    | С201304       | Підгайці — Монастириська             | 10.8              | 8.8                                   |
| 5.    | С201305       | Бронгалівка — Михайлівка             | 5.6               | 5.6                                   |
| 6.    | С201306       | Волиця — Голгоча                     | 2.4               | 2.4                                   |
| 7.    | С201307       | Вага — Бронгалівка                   | 2.0               | 2.0                                   |
| 8.    | С201308       | (Галич — Сатанів) — Білокриниця      | 2.4               | 2.4                                   |
| 9.    | С201309       | (Галич — Сатанів) — Заставче         | 1.5               | 1.5                                   |
| 10.   | С201310       | Голгоча — Мозолівка                  | 7.3               | 7.3                                   |
| 11.   | С201311       | Гнильче — (Галич — Сатанів)          | 3.7               | 3.7                                   |
| 12.   | С201312       | Старий Литвинів — Литвинів           | 1.5               | 1.5                                   |
| 13.   | С201313       | Мужилів — (Бережани — Монастириська) | 3.7               | 3.7                                   |
| 14.   | С201314       | Підгайці — Старе Місто               | 1.2               | 1.2                                   |
| 15.   | С201315       | Підгайці — Сільце                    | 2.3               | 2.3                                   |
| 16.   | С201316       | Підмайстрівка — (Галич — Сатанів)    | 1.0               | 1.0                                   |
| 17.   | С201317       | Поплави — (Галич — Сатанів)          | 2.0               | 2.0                                   |
| 18.   | С201318       | Сонячне — Поплави                    | 5.5               | 5.5                                   |
| 19.   | С201319       | Степове — (Сонячне — Поплави)        | 2.4               | 2.4                                   |
| 20.   | С201320       | Старе Місто — Загайці                | 1.4               | 1.4                                   |
| 21.   | С201321       | Червень — Гнильче                    | 2.0               | 2.0                                   |
| 22.   | С201322       | Шумляни — Боків                      | 2.6               | 2.6                                   |
| 23.   | С201323       | Юстинівка — (Галич — Сатанів)        | 8.0               | 8.0                                   |
|       |               | Разом:                               | 107.4             | 105.4                                 |

#### Теребовлянський район
| № з/п | Індекс дороги | Найменування автомобільних доріг                            | Усього доріг (км) | У тому числі з твердим покриттям (км) |
| ----- | ------------- | ----------------------------------------------------------- | ----------------- | ------------------------------------- |
| 1.    | С201401       | Семенів — Ласківці                                          | 14.6              | 14.6                                  |
| 2.    | С201402       | Мшанець — Великий Говилів                                   | 7.2               | 7.2                                   |
| 3.    | С201403       | Деренівка — Долина                                          | 5.5               | 5.5                                   |
| 4.    | С201404       | Вербівці — Ласківці                                         | 8.8               | 8.8                                   |
| 5.    | С201405       | Автошлях М-19 — Кобиловолоки — Долина                       | 8.0               | 8.0                                   |
| 6.    | С201406       | Кровинка — Остальці                                         | 10.8              | 10.8                                  |
| 7.    | С201407       | Романівка — Могильниця                                      | 5.4               | 5.4                                   |
| 8.    | С201408       | Струсів — Заздрість                                         | 7.6               | 7.6                                   |
| 9.    | С201409       | Вишнівчик — Гвардійське                                     | 8.8               | 8.8                                   |
| 10.   | С201410       | Микулинці — Дворіччя                                        | 7.7               | 7.7                                   |
| 11.   | С201411       | Соснів — Маловоди                                           | 4.4               | 4.4                                   |
| 12.   | С201412       | (Городище — Зарваниця — Бучач) — Багатківці                 | 4.5               | 4.5                                   |
| 13.   | С201413       | Плебанівка — Підгайчики                                     | 4.6               | 4.6                                   |
| 14.   | С201414       | (Галич — Сатанів) — Глещава                                 | 3.0               | 3.0                                   |
| 15.   | С201415       | Семиківці — Бенева                                          | 1.8               | 1.8                                   |
| 16.   | С201416       | Золотники — Бурканів                                        | 3.6               | 3.6                                   |
| 17.   | С201417       | Деренівка — Іванівка                                        | 6.2               | 6.2                                   |
| 18.   | С201418       | Ласківці — Матеушівка                                       | 1.5               | 1.5                                   |
| 19.   | С201419       | Автошлях М-19 — Микулинці                                   | 4.0               | 4.0                                   |
| 20.   | С201420       | Дружба — Налужжя                                            | 2.0               | 2.0                                   |
| 21.   | С201421       | Автошлях Н-18 — Різдвяни — Острівець                        | 6.4               | 6.4                                   |
| 22.   | С201422       | (Городище — Зарваниця — Бучач) — Зарваниця км 0+000 — 1+260 | 1.3               | 1.3                                   |
| 23.   | С201423       | (Вербівці — Ласківці) — Кульчики                            | 2.4               | 2.4                                   |
| 24.   | С201424       | Микулинці — Кривки                                          | 1.5               | 1.5                                   |
| 25.   | С201425       | Семенів — Малів                                             | 0.8               | 0.8                                   |
| 26.   | С201426       | Долина — Слобідка                                           | 1.8               | 1.8                                   |
| 27.   | С201427       | Буданів — Папірня                                           | 6.3               | 6.3                                   |
| 28.   | С201428       | (Галич — Сатанів) — Боричівка                               | 3.1               | 3.1                                   |
| 29.   | С201429       | Автошлях Н-18 — Нова Брикуля                                | 2.4               | 2.4                                   |
| 30.   | С201430       | Семиківці — Маловоди через Підруду                          | 6.8               | 6.8                                   |
| 31.   | С201431       | (Галич — Сатанів) — Кам'янка                                | 1.0               | 1.0                                   |
| 32.   | С201432       | (Галич — Сатанів) — Піддубина                               | 1.5               | 1.5                                   |
| 33.   | С201433       | Соснів — Гончарки                                           | 6.0               | 6.0                                   |
| 34.   | С201434       | Автошлях Н-18 — Вишеньки                                    | 2.1               | 2.1                                   |
| 35.   | С201435       | (Деренівка — Іванівка) — Лозівка                            | 1.7               | 1.7                                   |
| 36.   | С201436       | Великий Говилів — Малий Говилів                             | 2.0               | 2.0                                   |
| 37.   | С201437       | (Городище — Зарваниця — Бучач) — Рудка                      | 1.7               | 1.7                                   |
| 38.   | С201438       | Острівець — Семенів                                         | 6.2               | 6.2                                   |
| 39.   | С201439       | Дружба — Автошлях М-19                                      | 4.2               | 4.2                                   |
| 40.   | С201440       | Соколів — Золотники                                         | 3.1               | 3.1                                   |
| 41.   | С201441       | Вишнівчик — Зарваниця                                       | 1.3               | 1.3                                   |
| 42.   | С201442       | Струсів — Різдвяни                                          | 2.5               | 2.5                                   |
|       |               | Разом:                                                      | 186.1             | 186.1                                 |

#### Тернопільський район
| № з/п | Індекс дороги | Найменування автомобільних доріг                    | Усього доріг (км) | У тому числі з твердим покриттям (км) |
| ----- | ------------- | --------------------------------------------------- | ----------------- | ------------------------------------- |
| 1.    | С201501       | Об'їзна м. Тернополя — Великий Глибочок — Осташівці | 5.6               | 5.6                                   |
| 2.    | С201502       | Товстолуг — Жовтневе                                | 12.8              | 12.8                                  |
| 3.    | С201503       | (Від М-19 — Мишковичі — Дружба) — Мар'янівка        | 17.9              | 17.9                                  |
| 4.    | С201504       | Ігровиця — Дубівці — Смиківці                       | 26.4              | 26.4                                  |
| 5.    | С201505       | Мишковичі — Скоморохи                               | 9.8               | 9.8                                   |
| 6.    | С201506       | Автошлях Н-02 — Забойки — Драганівка                | 16.1              | 16.1                                  |
| 7.    | С201507       | Велика Березовиця — Буцнів — (Хатки — Мишковичі)    | 8.5               | 8.5                                   |
| 8.    | С201508       | Хатки — Мишковичі                                   | 6.0               | 6.0                                   |
| 9.    | С201509       | Грабовець — Скоморохи                               | 8.4               | 8.4                                   |
| 10.   | С201510       | Плотича — Чистилів — Біла                           | 5.1               | 5.1                                   |
| 11.   | С201511       | Р-39 — Івачів Горішній — Вертелка — Р-39            | 2.6               | 2.6                                   |
| 12.   | С201512       | Об'їзна м. Тернополя — Лозова                       | 4.7               | 4.7                                   |
| 13.   | С201513       | Автошлях М-19 — Острів                              | 2.6               | 2.6                                   |
| 14.   | С201514       | Об'їзна м. Тернополя — Петриків                     | 1.6               | 1.6                                   |
| 15.   | С201515       | (Тернопіль — Жванець) — Великі Бірки                | 4.0               | 4.0                                   |
| 16.   | С201516       | Тернопіль — Петриків                                | 2.1               | 2.1                                   |
| 17.   | С201517       | Товстолуг — Кип'ячка                                | 1.4               | 1.4                                   |
| 18.   | С201518       | Малий Ходачків — Костянтинівка                      | 3.1               | 3.1                                   |
| 19.   | С201519       | Теофілівка — (Грабовець — Скоморохи)                | 1.7               | 1.7                                   |
| 20.   | С201520       | Автошлях М-12 — Романівка                           | 1.0               | 1.0                                   |
| 21.   | С201521       | Автошлях М-12 — Ангелівка                           | 1.0               | 1.0                                   |
| 22.   | С201522       | Серединки — Буцнів                                  | 6.4               | 6.4                                   |
| 23.   | С201523       | (Від М-19 — Мишковичі — Дружба) — Лучка             | 0.8               | 0.8                                   |
| 24.   | С201524       | Автошлях М-19 — м'ясокомбінат                       | 1.8               | 1.8                                   |
| 25.   | С201525       | Автошлях М-12 — Ступки                              | 0.5               | 0.5                                   |
|       |               | Разом:                                              | 151.9             | 151.9                                 |

#### Чортківський район
| № з/п | Індекс дороги | Найменування автомобільних доріг                     | Усього доріг (км) | У тому числі з твердим покриттям (км) |
| ----- | ------------- | ---------------------------------------------------- | ----------------- | ------------------------------------- |
| 1.    | С201601       | Нагірянка — Шупарка                                  | 14.4              | 14.4                                  |
| 2.    | С201602       | Джурин — Попівці                                     | 12.5              | 12.5                                  |
| 3.    | С200403       | Увисла — Пробіжна — Бурдяківці                       | 17.5              | 17.5                                  |
| 4.    | С201604       | Чортків — Більче-Золоте                              | 17.1              | 17.1                                  |
| 5.    | С201605       | (Чортків — Більче-Золоте) — Милівці                  | 1.1               | 1.1                                   |
| 6.    | С201606       | Сосулівка — Улашківці                                | 2.0               | 2.0                                   |
| 7.    | С201607       | Стара Ягільниця — Нагірянка                          | 6.1               | 6.1                                   |
| 8.    | С201608       | (Тернопіль — Жванець) — Сокиринці                    | 14.9              | 14.9                                  |
| 9.    | С201609       | Швайківці — Залісся                                  | 9.7               | 9.7                                   |
| 10.   | С201610       | Бичківці — Ридодуби                                  | 7.3               | 7.3                                   |
| 11.   | С201611       | Пробіжна — Горішня Вигнанка через Пастуше            | 15.0              | 15.0                                  |
| 12.   | С201612       | Косів — Ромашівка                                    | 4.7               | 4.7                                   |
| 13.   | С201613       | Коцюбинчики — Бурдяківці                             | 6.8               | 6.8                                   |
| 14.   | С201614       | Пастуше — Угринь                                     | 5.9               | 5.9                                   |
| 15.   | С201615       | Чортків — (Теребовля — Білобожниця) через Скородинці | 21.7              | 21.7                                  |
| 16.   | С201616       | (Бучач — Чортків — Скала-Подільська) — Біла          | 3.2               | 3.2                                   |
| 17.   | С201617       | Давидківці — Тарнавка                                | 5.3               | 5.3                                   |
| 18.   | С201618       | Угринь — Залісся                                     | 6.5               | 4.4                                   |
| 19.   | С201619       | Малі Чорнокінці — (Тернопіль — Жванець)              | 4.7               | 4.7                                   |
| 20.   | С201620       | Чорнокінецька Воля — Лосяч                           | 2.6               | 2.6                                   |
| 21.   | С201621       | Черкавщина — Стара Ягільниця                         | 2.5               | 2.5                                   |
| 22.   | С201622       | Горішня Вигнанка — Зелена через Переходи             | 4.3               | 4.3                                   |
| 23.   | С201623       | Зелена — Коцюбинчики                                 | 5.0               | 5.0                                   |
| 24.   | С201624       | Антонів — Свидова                                    | 4.6               | 4.6                                   |
| 25.   | С201625       | Скомороше — Звиняч                                   | 4.5               | 4.5                                   |
| 26.   | С201626       | Білобожниця — Білий Потік                            | 6.6               | 6.6                                   |
| 27.   | С201627       | Палашівка — Криволука                                | 2.5               | 2.5                                   |
| 28.   | С201628       | Джуринська Слобідка — Джурин                         | 2.6               | 2.6                                   |
| 29.   | С201629       | Автошлях — М-19 — Марилівка                          | 1.3               | 1.3                                   |
|       |               | Разом:                                               | 212.9             | 210.8                                 |

#### Шумський район
| № з/п | Індекс дороги | Найменування автомобільних доріг                                 | Усього доріг (км) | У тому числі з твердим покриттям (км) |
| ----- | ------------- | ---------------------------------------------------------------- | ----------------- | ------------------------------------- |
| 1.    | С201701       | Новостав — Малі Дедеркали                                        | 4.3               | 4.3                                   |
| 2.    | С201702       | Катеринівка — Борсуки                                            | 10.0              | 10.0                                  |
| 3.    | С201703       | Андрушівка — Стіжок                                              | 30.5              | 30.5                                  |
| 4.    | С201704       | (Андрушівка — Стіжок) — Велика Іловиця                           | 2.0               | 2.0                                   |
| 5.    | С201705       | Шумськ — Кути                                                    | 8.9               | 8.9                                   |
| 6.    | С201706       | (Шумськ — Кути) — Літовище                                       | 2.5               | 2.5                                   |
| 7.    | С201707       | Шумськ — Боложівка                                               | 10.0              | 10.0                                  |
| 8.    | С201708       | Садки — Великі Дедеркали                                         | 6.5               | 6.5                                   |
| 9.    | С201709       | Шумськ — Бриків                                                  | 2.4               | 2.4                                   |
| 10.   | С201710       | (Острог — Радивилів) — Садки                                     | 9.9               | 9.9                                   |
| 11.   | С201711       | (Кременець — Біла Церква — Ржищів) — Вілія                       | 5.2               | 5.2                                   |
| 12.   | С201712       | (Кременець — Біла Церква — Ржищів) — Темногайці — Великі Загайці | 7.0               | 7.0                                   |
| 13.   | С201713       | Новостав — (Кременець — Біла Церква — Ржищів)                    | 12.0              | 12.0                                  |
| 14.   | С201714       | (Острог — Радивилів) — Людвище                                   | 1.8               | 1.8                                   |
| 15.   | С201715       | (Острог — Радивилів) — Цеценівка                                 | 3.0               | 3.0                                   |
| 16.   | С201716       | Піщатинці — Якимівці ч/з Гриньківці                              | 9.5               | 9.5                                   |
| 17.   | С201717       | (Шумськ — Білокриниця) — Залісці                                 | 4.0               | 4.0                                   |
| 18.   | С201718       | Рохманів — (Острог — Радивилів)                                  | 8.0               | 8.0                                   |
| 19.   | С201719       | (Острог — Радивилів) — Соснівка                                  | 0.9               | 0.9                                   |
| 20.   | С201720       | (Великі Дедеркали — Ямпіль) — Шкроботівка                        | 3.6               | 3.6                                   |
| 21.   | С201721       | (Кременець — Біла Церква — Ржищів) — Матвіївці                   | 2.5               | 2.5                                   |
| 22.   | С201722       | Мізюринці — Радошівка                                            | 2.5               | 2.5                                   |
| 23.   | С201723       | (Острог — Радивилів) — Вілія                                     | 2.5               | 2.5                                   |
| 24.   | С201724       | Сураж — Онишківці                                                | 3.6               | 3.6                                   |
| 25.   | С200925       | Горинка — Підгайці                                               | 1.5               | 1.5                                   |
| 26.   | С201726       | Андрушівка — Переморівка                                         | 4.0               | 4.0                                   |
| 27.   | С201727       | (Андрушівка — Стіжок) — Руська Гута                              | 1.4               | 1.4                                   |
| 28.   | С201728       | (Андрушівка — Стіжок) — Антонівці                                | 2.3               | 2.3                                   |
| 29.   | С201729       | Літовище — Сошище                                                | 3.2               | 3.2                                   |
| 30.   | С201730       | Бриків — Коновиця                                                | 4.0               | 4.0                                   |
| 31.   | С201731       | Великі Загайці — Тури ч/з Малі Загайці                           | 3.6               | 3.6                                   |
| 32.   | С201732       | Тилявка — Одерадівка                                             | 2.5               | 2.5                                   |
| 33.   | С201733       | Новосілка — Тетильківці                                          | 2.5               | 2.5                                   |
| 34.   | С201734       | ((Шумськ — Білокриниця) — Залісці) — Забара                      | 4.0               | 4.0                                   |
| 35.   | С201735       | (Шумськ — Білокриниця) — Обич                                    | 1.4               | 1.4                                   |
| 36.   | С201736       | (Шумськ — Білокриниця) — Залужжя                                 | 2.5               | 2.5                                   |
| 37.   | С201737       | (Острог — Радивилів) — (Шумськ — Кути) через Малі Садки          | 6.1               | 6.1                                   |
| 38.   | С201738       | Тилявка — Башківці                                               | 3.1               | 3.1                                   |
| 39.   | С201739       | Підгайці — Кудлаївка                                             | 1.1               | 1.1                                   |
| 40.   | С201740       | (Острог — Радивилів) — Круголець                                 | 1.8               | 1.8                                   |
| 41.   | С201741       | (Острог — Радивилів) — Ходаки                                    | 1.0               | 1.0                                   |
| 42.   | С201742       | Соснівка — Новостав                                              | 3.9               | 3.9                                   |
|       |               | Разом:                                                           | 203.0             | 203.0                                 |

## Майбутні
У 2018 році планують розпочати будівництво Східної об'їзної дороги Тернополя довжиною 8,5 км, яка буде з'єднувати автошляхи М12 та М19. На будівництво планують витратити 20 мільйонів євро